# Paramyia palpalis
Paramyia palpalis är en tvåvingeart som beskrevs av Papp 2001. Paramyia palpalis ingår i släktet Paramyia och familjen sprickflugor. Inga underarter finns listade i Catalogue of Life.